# 結婚前夜
『結婚前夜』（けっこんぜんや）は、NHK総合テレビジョン「水曜シリーズドラマ」で1998年7月22日から8月19日まで放送されたテレビドラマ。野沢尚が執筆したシナリオは読売新聞社から刊行され、野沢は本作と『眠れる森』で第17回向田邦子賞を受賞した。

## あらすじ
下町のガラス職人・奈緒（夏川結衣）は、幼なじみの雅人（ユースケ・サンタマリア）と偶然に再会する。婚約者（粟田麗）にふられたばかりだった雅人は奈緒とつきあい始めるが、結局ふたりは破局。雅人の父親でミステリー作家の楯夫（橋爪功）は奈緒を気にかけるが、やがて奈緒は楯夫に惹かれていく。

## キャスト
篠田奈緒
演 - 夏川結衣　
高杉雅人
演 - ユースケ・サンタマリア
高杉楯夫
演 - 橋爪功　
篠田真由
演 - 京野ことみ
三原東子
演 - 余貴美子
篠田寛治
演 - 井川比佐志
藤野千香子
演 - 粟田麗
山岡文子
演 - 范文雀
久保田宗雄
演 - でんでん
シェフ
演 - 綾田俊樹
楯夫の妻
演 - 元井須美子

## 主題歌
- 「The Stone」小谷美紗子

## スタッフ
- 作 - 野沢尚[1]
- 音楽 - 風戸慎介[1]
- 演出 - 黒沢直輔[1]
- プロデュース - 池端俊二

## サブタイトル
1. 初恋の人
2. 失恋のカルボナーラ
3. マイフェアレディ
4. 家族をつくる愛
5. 秘密の夜